# Arnold Bruggink
Arnold Jan Bruggink (Almelo, 24 juli 1977) is een Nederlands voormalig profvoetballer, die zijn carrière begon bij amateurclub RKVV STEVO uit Geesteren. Hij speelde voor FC Twente, PSV, Real Mallorca, sc Heerenveen en Hannover 96. In oktober 2010 tekende Bruggink een contract tot het einde van het seizoen bij FC Twente. Het werd tevens zijn laatste contract. In de zomer van 2011 zette Bruggink een punt achter zijn carrière als voetballer en werd hij vaste voetbalexpert bij Fox Sports Eredivisie (vanaf 1 januari 2021 ESPN geheten). In 2020 werd hij ook co-commentator bij wedstrijden uit de Bundesliga bij Fox Sports.
Vanaf het seizoen 2023-2024 was Bruggink technisch directeur bij FC Twente als opvolger van Jan Streuer. Hij stopte daar na twee jaar mee.

## Clubcarrière

### FC Twente
Bruggink werd door FC Twente gescout in de jeugd van RKVV STEVO. Hij doorliep de jeugdopleiding en maakte in seizoen 1993/94 op 27 februari 1994 op 16-jarige leeftijd zijn debuut voor de club onder Rob Baan. De tegenstander was Go Ahead Eagles. Bruggink werd na 68 minuten vervangen door Daniël Nijhof in het duel dat in een 1-1 gelijkspel eindigde. In zijn eerste seizoen bij de Tukkers kwam Bruggink tot negen Eredivisie-duels, waarin hij viermaal doel trof. In zijn tweede seizoen in de hoofdmacht kwam hij onder de nieuwe trainer Issy ten Donkelaar 27 maal in actie. Dat seizoen scoorde hij negen doelpunten voor de club. In zijn derde seizoen kreeg Bruggink wederom met een nieuwe trainer te maken toen Ten Donkelaar halverwege het seizoen een stapje terug deed. De Duitser Hans Meyer maakte het seizoen af. Voor Bruggink was het zijn succesvolste seizoen tot dan toe bij FC Twente. Hij speelde 32 competitieduels en scoorde 12 maal voor de club. Seizoen 1996/97 werd het laatste seizoen bij FC Twente voor Bruggink. Hij besloot zijn aflopend contract niet te verlengen en tekende uiteindelijk bij topclub PSV. Hij speelde onder Meyer dat seizoen 31 duels, waarin hij negen doelpunten scoorde, waarna hij transfervrij vertrok.

### PSV
Bij PSV won Bruggink bij aanvang van zijn eerste seizoen direct de Johan Cruijff Schaal met de club. Zelf speelde hij dat seizoen 25 competitieduels en scoorde negen maal. Ook in zijn tweede seizoen werd de Johan Cruijff Schaal gewonnen. In seizoen 1999/2000 beleefde Bruggink zijn productiefste seizoen bij de club. In dertig wedstrijden scoorde hij 19 doelpunten. Hiermee had de aanvaller een belangrijk aandeel in het behaalde landskampioenschap. Tevens werd hij uitverkozen tot talent van het jaar. Uiteindelijk won Bruggink in zes seizoenen PSV driemaal het Landskampioen Nederland en viermaal de Johan Cruijff Schaal.

### Real Mallorca
In seizoen 2003/04 koos Bruggink voor een avontuur in het buitenland. Het tekende een contract bij het Spaanse Real Mallorca. Hij speelde 26 competitieduels voor de club en maakte daarin zeven treffers. Toch zou Bruggink maar één seizoen voor de Spanjaarden spelen. Hij keerde weer terug naar Nederland.

### sc Heerenveen
In Nederland vond Bruggink een nieuwe club in sc Heerenveen, die hij verkoos boven zijn oude club FC Twente, die ook belangstelling had. Hij speelde twee seizoenen voor de Friezen, waar hij in 53 competitieduels zeven treffers maakte.

### Hannover 96
In seizoen 2006/07 koos Bruggink wederom voor een avontuur in het buitenland. Ditmaal tekende hij bij het Duitse Hannover 96. Hij speelde vier seizoenen voor de club, waar hij zich opwerkte tot aanvoerder van de ploeg. In zijn laatste seizoen bij de club kregen hij en zijn ploeggenoten een enorme klap te verwerken toen doelman Robert Enke uit het leven stapte. Het seizoen verliep verder dramatisch en uiteindelijk wist de ploeg ternauwernood degradatie te voorkomen. In totaal speelde Bruggink 111 competitieduels voor de club en scoorde twintig keer. Doordat zijn contract afliep werd hij transfervrij.

### Terug bij FC Twente
In oktober van 2010 meldde Bruggink zich bij zijn oude club FC Twente op de training in de hoop een contract af te dwingen. Aan het eind van die maand tekende hij een eenjarig contract bij de club. Op woensdag 27 oktober maakte Bruggink zijn rentree bij FC Twente in het competitieduel tegen Willem II. Groot was zijn inbreng in het seizoen echter niet. Slechts zeven duels speelde Bruggink mee. Wel won hij met de club dat jaar nog de KNVB beker, alvorens hij aan het eind van het seizoen aankondigde een punt achter zijn loopbaan als voetballer te zetten.

## Nationaal elftal
Onder leiding van bondscoach Louis van Gaal maakte Bruggink op 2 september 2000 zijn debuut voor het Nederlands elftal in de WK-kwalificatiewedstrijd in Amsterdam tegen Ierland, net als verdediger Wilfred Bouma. Hij viel in de 61e minuut in voor Richard Witschge. Het duel eindigde in een 2-2 gelijkspel. Tegen Spanje speelde hij zijn tweede en tevens laatste interland voor het A-elftal. Hij speelde 58 minuten mee in het met 1-2 gewonnen duel.
Bruggink speelde daarnaast 31 duels voor Jong Oranje, waarin hij vijftien maal scoorde. Hierdoor staat hij met Roy Makaay tweede op de eeuwige topscorerslijst van het elftal achter Klaas-Jan Huntelaar en is hij recordhouder voor wat betreft het aantal wedstrijden voor de oudste jeugd van Oranje.

## Statistieken

### Club
| Seizoen         | Club            |                    | Competitie       | Competitie | Competitie | Beker | Beker | Internationaal | Internationaal | Overig | Overig | Totaal | Totaal |
| Seizoen         | Club            | Wed.               | Competitie       | Dlp.       | Wed.       | Dlp.  | Wed.  | Dlp.           | Wed.           | Dlp.   | Wed.   | Dlp.   |        |
| --------------- | --------------- | ------------------ | ---------------- | ---------- | ---------- | ----- | ----- | -------------- | -------------- | ------ | ------ | ------ | ------ |
| 1993/94         | FC Twente       | Vlag van Nederland | Eredivisie       | 9          | 4          | 0     | 0     | 0              | 0              | -      | -      | 9      | 4      |
| 1994/95         | FC Twente       | Vlag van Nederland | Eredivisie       | 27         | 9          | 3     | 1     | 1              | 0              | -      | -      | 31     | 10     |
| 1995/96         | FC Twente       | Vlag van Nederland | Eredivisie       | 32         | 12         | 6     | 4     | -              | -              | -      | -      | 38     | 16     |
| 1996/97         | FC Twente       | Vlag van Nederland | Eredivisie       | 31         | 9          | 4     | 2     | -              | -              | -      | -      | 35     | 11     |
| Club totaal     | Club totaal     | Club totaal        | Club totaal      | 99         | 34         | 13    | 7     | 1              | 0              | 0      | 0      | 113    | 41     |
| 1997/98         | PSV             | Vlag van Nederland | Eredivisie       | 25         | 9          | 3     | 0     | 2              | 0              | 1      | 0      | 32     | 9      |
| 1998/99         | PSV             | Vlag van Nederland | Eredivisie       | 24         | 5          | 4     | 0     | 5              | 1              | 1      | 1      | 34     | 7      |
| 1999/00         | PSV             | Vlag van Nederland | Eredivisie       | 30         | 19         | 0     | 0     | 5              | 0              | -      | -      | 35     | 19     |
| 2000/01         | PSV             | Vlag van Nederland | Eredivisie       | 25         | 13         | 4     | 2     | 7              | 1              | 1      | 0      | 37     | 16     |
| 2001/02         | PSV             | Vlag van Nederland | Eredivisie       | 26         | 4          | 2     | 0     | 5              | 1              | 1      | 1      | 34     | 6      |
| 2002/03         | PSV             | Vlag van Nederland | Eredivisie       | 22         | 9          | 3     | 0     | 5              | 2              | 1      | 0      | 31     | 11     |
| Club totaal     | Club totaal     | Club totaal        | Club totaal      | 152        | 59         | 16    | 2     | 29             | 5              | 5      | 2      | 202    | 68     |
| 2003/04         | Real Mallorca   | Vlag van Spanje    | Primera División | 26         | 7          | 0     | 0     | 7              | 1              | 2      | 1      | 35     | 9      |
| Club totaal     | Club totaal     | Club totaal        | Club totaal      | 26         | 7          | 0     | 0     | 7              | 1              | 2      | 1      | 35     | 9      |
| 2004/05         | sc Heerenveen   | Vlag van Nederland | Eredivisie       | 22         | 1          | 0     | 0     | 6              | 3              | -      | -      | 28     | 4      |
| 2005/06         | sc Heerenveen   | Vlag van Nederland | Eredivisie       | 31         | 6          | 2     | 0     | 7              | 2              | 0      | 0      | 40     | 8      |
| Club totaal     | Club totaal     | Club totaal        | Club totaal      | 53         | 7          | 2     | 0     | 13             | 5              | 0      | 0      | 68     | 12     |
| 2006/07         | Hannover 96     | Vlag van Duitsland | Bundesliga       | 32         | 6          | 3     | 1     | -              | -              | -      | -      | 35     | 7      |
| 2007/08         | Hannover 96     | Vlag van Duitsland | Bundesliga       | 26         | 6          | 2     | 1     | -              | -              | -      | -      | 28     | 7      |
| 2008/09         | Hannover 96     | Vlag van Duitsland | Bundesliga       | 27         | 5          | 1     | 2     | -              | -              | -      | -      | 28     | 7      |
| 2009/10         | Hannover 96     | Vlag van Duitsland | Bundesliga       | 26         | 3          | 1     | 0     | -              | -              | -      | -      | 27     | 3      |
| Club totaal     | Club totaal     | Club totaal        | Club totaal      | 111        | 20         | 7     | 4     | 0              | 0              | 0      | 0      | 118    | 24     |
| 2010/11         | FC Twente       | Vlag van Nederland | Eredivisie       | 6          | 0          | 1     | 0     | 0              | 0              | -      | -      | 7      | 0      |
| Club totaal1    | Club totaal1    | Club totaal1       | Club totaal1     | 105        | 34         | 14    | 7     | 1              | 0              | 0      | 0      | 120    | 41     |
| Carrière totaal | Carrière totaal | Carrière totaal    | Carrière totaal  | 447        | 127        | 39    | 13    | 50             | 11             | 7      | 3      | 543    | 154    |

1 N.B. Dit betreft een clubtotaal, dus een totaal van beide periodes bij FC Twente.

### Interlands
| Seizoen         | Land            | Vriendschappelijk | Vriendschappelijk | Officieel | Officieel | Totaal | Totaal |
| Seizoen         | Land            | Wed.              | Dlp.              | Wed.      | Dlp.      | Wed.   | Dlp.   |
| --------------- | --------------- | ----------------- | ----------------- | --------- | --------- | ------ | ------ |
| 2000/01         | Nederland       | 1                 | 0                 | 1         | 0         | 2      | 0      |
| Carrière totaal | Carrière totaal | 1                 | 0                 | 1         | 0         | 2      | 0      |

## Erelijst
| Eredivisie           | 3x | 1999/00, 2000/01, 2002/03 |
| Johan Cruijff Schaal | 2x | 2001, 2002                |